# Mazes of Fate
Mazes of Fate est un jeu vidéo de type dungeon crawler développé par Sabarasa, sorti en 2006 sur Game Boy Advance et Nintendo DS.

## Accueil
- GameSpot : 6,6/10 (GBA)[1]
- GameZone : 7,8/10 (GBA)[2]
- IGN : 6,5/10 (GBA)[3] - 4/10 (DS)[4]
- Jeuxvideo.com : 11/20[5]